# Eriksbergs församling
Eriksbergs församling var en församling i Skara stift och i Herrljunga kommun. Församlingen uppgick 2010 i Östra Gäsene församling.

## Administrativ historik
Församlingen har medeltida ursprung. 
Församlingen var till 1962 moderförsamling i pastoratet Eriksberg, Mjäldrunga och Broddarp. Från 1962 till 2010 var den annexförsamling i pastoratet Skölvene, Hov, Källunga, Eriksberg, Mjäldrunga och Broddarp som till 1989 även omfattade Norra Säms församling och från 1989 Ods, Molla, Alboga och Öra församlingar. Församlingen uppgick 2010 i Östra Gäsene församling.

## Kyrkor
- Eriksbergs nya kyrka
- Eriksbergs gamla kyrka